# Avenger (anime)
Avenger (jap.: アヴェンジャー) – serial anime w konwencji science fiction, wyprodukowany wspólnie przez Bandai Visual, Bee Train i Xebec i wyreżyserowany przez Koichi Mashimo. Akcja jest osadzona na postapokaliptycznym skolonizowanym Marsie.
Serial był emitowany w Japonii przez sieć TV Tokyo między 1 października 2003 a 24 grudnia 2003, a następnie licencjonowany na region Ameryki Północnej przez Bandai Entertainment.

## Fabuła
Akcja serialu jest umiejscowiona na skolonizowanym Marsie w niesprecyzowanej przyszłości. Większość populacji ludzkiej jest podzielona na niewielkie, pokryte kopułami miasta-państwa. Ci, którzy żyją poza kopułami w trudnych warunkach dzikiego środowiska, są nazywani Barbaroi. Brakuje zasobów, a poziom dostaw dla poszczególnych miast jest decydowany poprzez walki ich reprezentantów. Dodatkowym problemem kolonistów jest fakt, że od dziesięciu lat na Marsie nie urodziło się ani jedno dziecko. Przyczyna niepłodności nie jest znana. Aby wypełnić miejsce, które w ich życiu zajmowały dzieci, ludzie zwrócili się w stronę androidów nazywanych lalkami. Nad Marsem wisi czerwony, ziemski Księżyc, który zbliżył się do czerwonej planety po zniszczeniu Ziemi i jest powodem niszczycielskich burz wywoływanych fluktuacjami grawitacji między Marsem a niechcianym satelitą.
Główną bohaterką opowieści jest Layla, wojowniczka barbaroi o tajemniczej przeszłości, dążąca do starcia z Volkiem, władcą Marsa. Towarzyszą jej Nei, dziwna lalka oraz Speedy, "hodowca lalek".

## Bohaterowie

### Layla Ashley
Cicha, ponura młoda kobieta. Layla jest jedyną ocalałą osobą ze statku kolonizacyjnego, który został zniszczony przez Volka nad Marsem, aby uniknąć przeciążenia zasobów planety przez nowo przybyłych. Została wyszkolona do walki przez Crossa i jest zdecydowana pomścić swoich rodziców i pozostałych pasażerów statku pokonując Volka w walce.

### Volk
Jeden z "Oryginalnego Tuzina" (pierwsi koloniści). Życie Volka zostało znacznie wydłużone przez zdobycze nauki. Władca i wojownik-reprezentant Volk City, jest także jedyną osobą, którą można by określić jako władcę Marsa. To on zdecydował o zniszczeniu statku z uchodźcami z Ziemi, na którym znajdowała się młoda Layla. Posiada bardzo głębokie poczucie odpowiedzialności i podejmuje działania myśląc o wyższym dobru Marsa i jego mieszkańców. Ich pomyślność jest dla niego najwyższą wartością i w ich imieniu jest w gotowy popełnić każdy grzech.

### Westa
Kolejna z Oryginalnego Tuzina. Westa posiada podobny autorytet jak Volk, ale dużo łagodniej podchodzi do problemów. Troszczy się o mieszkańców planety i jej troska, oraz fakt że podobnie jak Volk wydaje się nieśmiertelna, sprawiła, że wielu ludzi odnosi się do niej niemal jak do bóstwa, określając ją mianem "Bogini Westa".

### Nei
Nei jest prawdziwą dziesięcioletnią dziewczynką, z oczyma w różnych kolorach. Jej narodziny są tajemnicą, biorąc pod uwagę, że od ponad dekady na Marsie nie rodzą się dzieci. Towarzyszy Layli i jest jedyną osobą (lub rzeczą), o która wydaje się troszczyć stoicka wojowniczka. Nei zachowuje się jak lalka, aby nie ściągać na siebie uwagi. Robi to od tak dawna, że stało się to częściowo od niej niezależne.

### Speedy
Osiemnastoletni "hodowca lalek". Speedy jest przyjacielski i uprzejmy. Postanowił przyłączyć się do Layli po tym, jak widział jej walkę w kopule, w której mieszkał. Jest też zainteresowany jej niezwykłą lalką, Nei.

### Cross
Cross (poprzednio znany jako Ares), jest jeszcze jednym z Oryginalnego Tuzina, ostatnim poza Volkiem, Westą i Jupiterem. Nie zgadzał się z kierunkiem, który obrał Volk i opuścił kopuły, wybierając życie w dziczy. Adoptował Laylę po zniszczeniu statku z uchodźcami i wyszkolił ją w walce.

### Garcia
Wojownik barbaroi, który spotyka Laylę na wczesnym etapie jej podróży, gdy przez krótki czas jest ona reprezentantem jednego z miast. Layla pokonuje go w walce, ale daruje mu życie. Ich ścieżki przecinają się jeszcze kilkukrotnie, a w jednym przypadku Garcia pomaga Layli w walce przeciwko lalkom polującym na Nei.

## Ścieżka dźwiękowa
Muzyka dla Avengera została skomponowana i wykonana przez japoński duet Ali Project, który miał swój wkład także w inne serie anime, między innymi Clamp Gakuen tanteidan, Noir i .hack//Roots. Piosenki otwierająca (Eclipse Grand Guignol (月蝕グランギニョル Gesshoku Guran Ginyoru) i zamykająca (Mirai no Eve), a także ogólna oprawa muzyczna są uważane przez wielu fanów i recenzentów za najbardziej zapadające w pamięć elementy serii. Album z oryginalną ścieżką dźwiękową został wydany w Japonii w 2003.